# Gare du Mée
La gare du Mée est une gare ferroviaire française de la ligne de Paris-Lyon à Marseille-Saint-Charles, située sur le territoire de la commune du Mée-sur-Seine, dans le département de Seine-et-Marne en région Île-de-France.
C'est une gare de la Société nationale des chemins de fer français (SNCF) desservie par les trains de la ligne D du RER.

## Situation ferroviaire
Établie à 71 m d'altitude, la gare du Mée se situe au point kilométrique (PK) 41,322 de la ligne de Paris-Lyon à Marseille-Saint-Charles entre les gares de Cesson et Melun. Elle est desservie par les trains de la ligne D du RER.

## Histoire
La création d'une gare sur le territoire de la commune du Mée a été envisagée dès l'ouverture de la ligne de Paris à Lyon en 1849. Toutefois, il fallut attendre le milieu du XXe siècle pour que le projet se concrétise.
Ainsi, à la suite de la destruction du pont du Mée permettant aux voies de la ligne Paris - Lyon - Marseille de franchir la Seine vers Melun lors de la Seconde Guerre mondiale, une halte fut installée sur le territoire de la commune pour permettre la desserte provisoire de Melun le temps des travaux de reconstruction, de 1944 à 1945.
Toutefois, la première véritable gare du Mée ne sera inaugurée que le 28 mai 1955, et est située alors au PK 42,328, dans le Vieux-Mée, connu aujourd'hui comme étant le quartier du Mée Village.
Afin de faire face aux besoins engendrés par l'explosion démographique de la commune, il fut décidé en 1975 de construire une nouvelle gare, située dans les nouveaux quartiers. Cette nouvelle gare, qui remplace l'ancienne, est située au PK 41,322 dans le quartier des Courtilleraies. Elle a été inaugurée le 1er décembre 1981.
L'ancienne gare du Mée a été le lieu d'un drame relaté dans le journal Libération du 8 juillet 1982. L'article intitulé Un suicide en très grande vitesse écrit par Michel Holley dans la rubrique « faits divers / transport » raconte comment toute une famille (le père, la mère, leurs deux enfants – 7 ans et 3 ans – et leur chien) s'est couchée sur les rails juste avant le passage d'un TGV à 22 h 15 et a attendu l'arrivée du train pour se suicider. Ils furent retrouvés déchiquetés après l'arrêt du train. Cette famille était endettée et le jour même un employé était venu couper l'eau chez eux après un défaut de paiement de la facture. Ce fait divers a été repris par Marguerite Duras dans son livre La vie matérielle (Éditions P.O.L, 1987) sous le titre Le coupeur d'eau.
En 2022, selon les estimations de la SNCF, la fréquentation annuelle de la gare est de 1 970 800 voyageurs.

## Services voyageurs

### Accueil et équipement
Située dans une tranchée ouverte, la gare dispose d'un accès principal dotée d'un bâtiment qui débouche sur le parvis de la gare et sur la gare routière à l'extrémité nord des quais, et d'un accès secondaire à l'extrémité sud des quais.
La gare possède un bâtiment voyageurs. Un service commercial est assuré tous les jours de 6 h à 1 h 20.
Deux passerelles permettent l'accès aux quais.
La gare dispose d'un parking gratuit d'une capacité de 300 à 500 places.

### Desserte
La gare est desservie par les trains de la ligne D du RER parcourant la branche D2, à raison de huit trains par heure aux heures de pointe et de quatre trains par heure aux heures creuses.

### Projets
Afin de résoudre les problèmes d'engorgement automobile de la ville de Melun, et en particulier de l'avenue Thiers, reliant la gare de Melun au nord de l'agglomération, les élus locaux ont demandé que les trains Transilien directs de Melun à la Paris-Gare-de-Lyon puissent faire une halte en gare du Mée. Cette mesure, inscrite au plan de déplacement urbain de l'agglomération à l'unanimité en 1999, n'a toutefois pas encore rencontré un écho favorable ni auprès du Syndicat des transports d'Île-de-France (STIF) ni auprès de la SNCF.
Cette mesure de 1999 avait été consentie par les Melunais en échange d'un accord des élus du Mée-sur-Seine sur le contournement de Melun.
La remise en cause de l'accord des élus du Mée-sur-Seine sur le contournement de Melun rend caduc l'accord des Melunais.

## Correspondances
La gare est desservie par les lignes 3605, 3606, 3609, 3635, 3651, 3653 et le service de transport à la demande « Sainte-Assise » du réseau de bus Grand Melun et, la nuit, par la ligne N132 du réseau Noctilien.

## Galeries de photographies

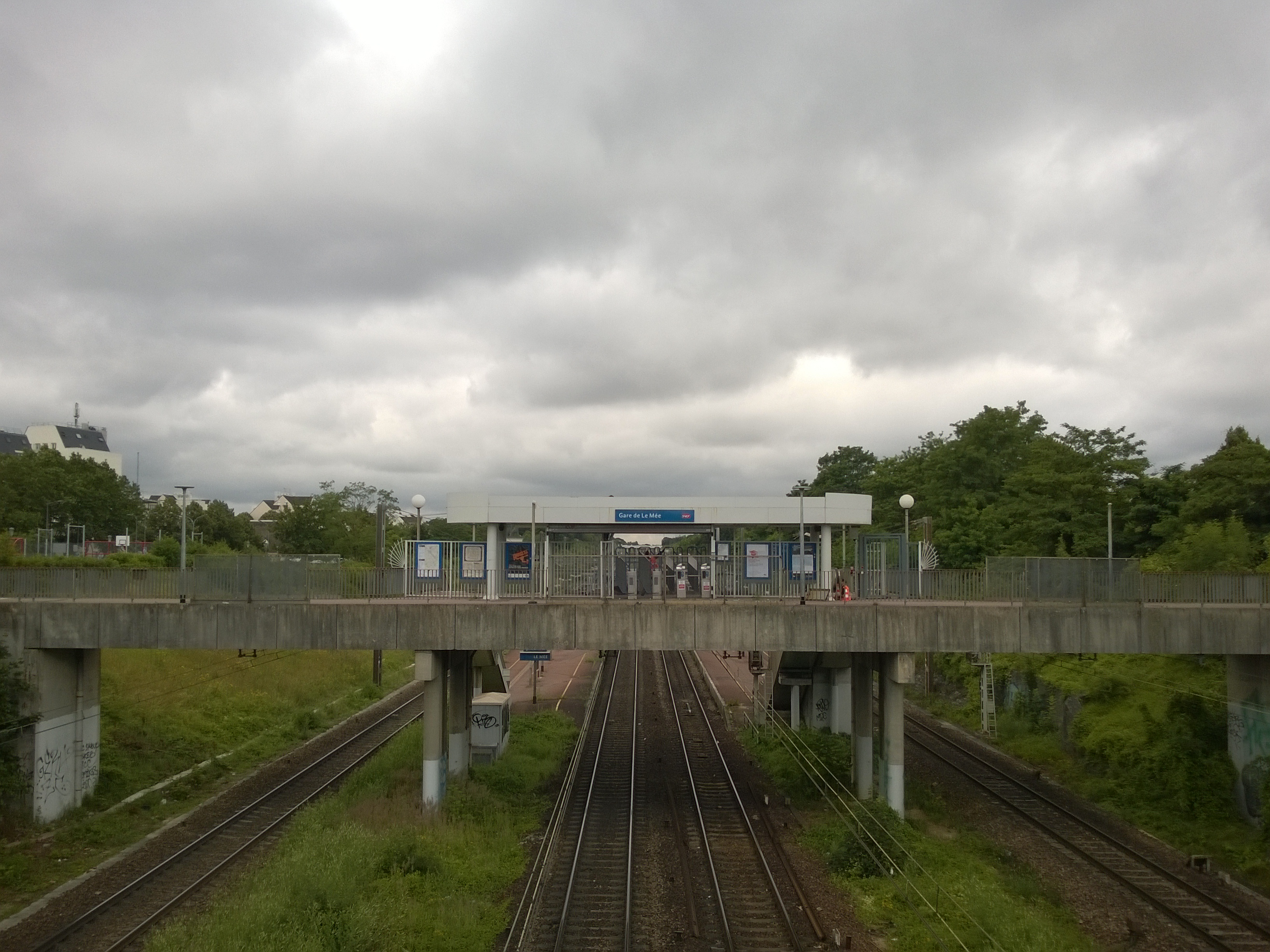
Accès secondaire.
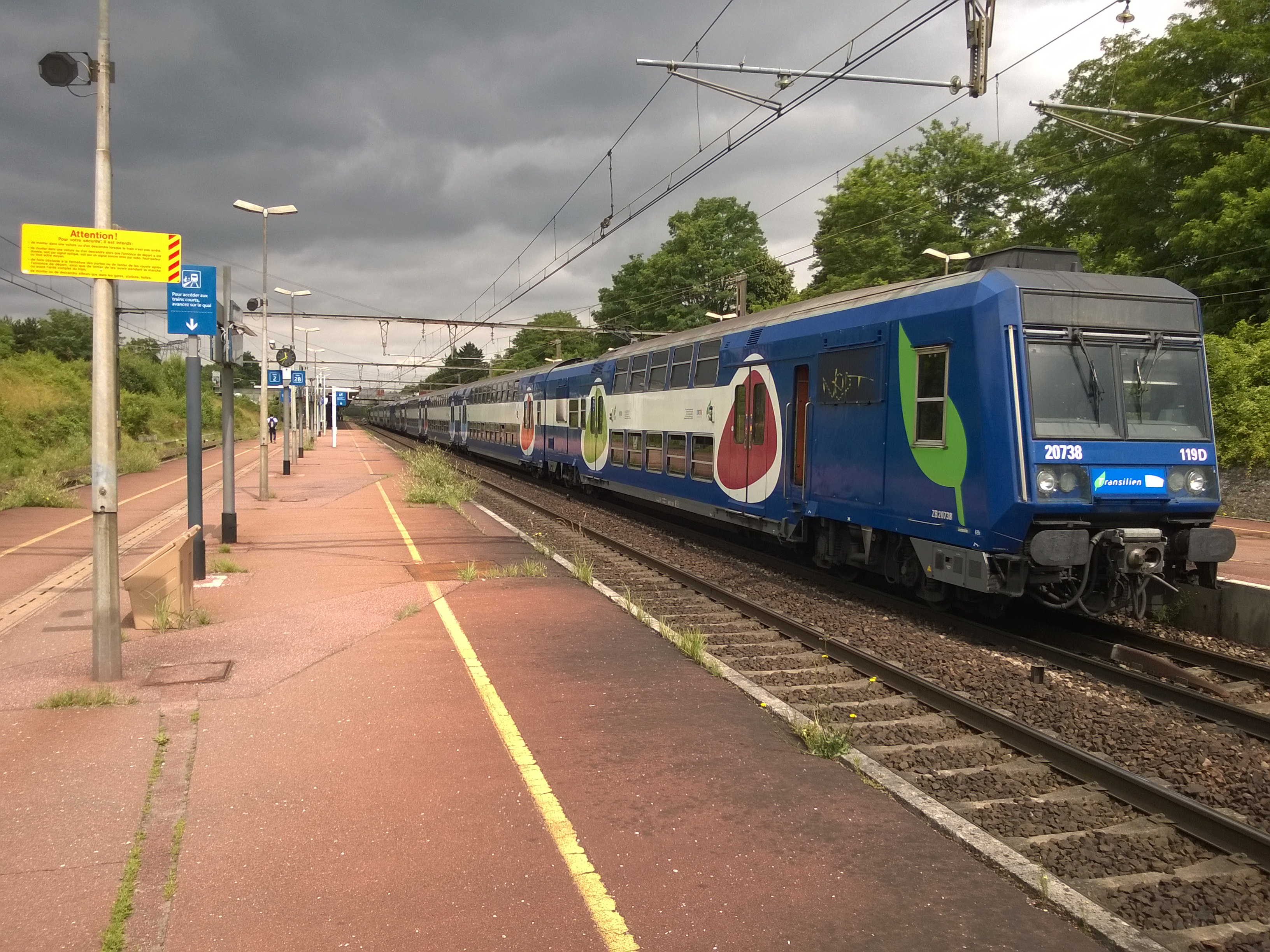
Unité multiple pour Goussainville.
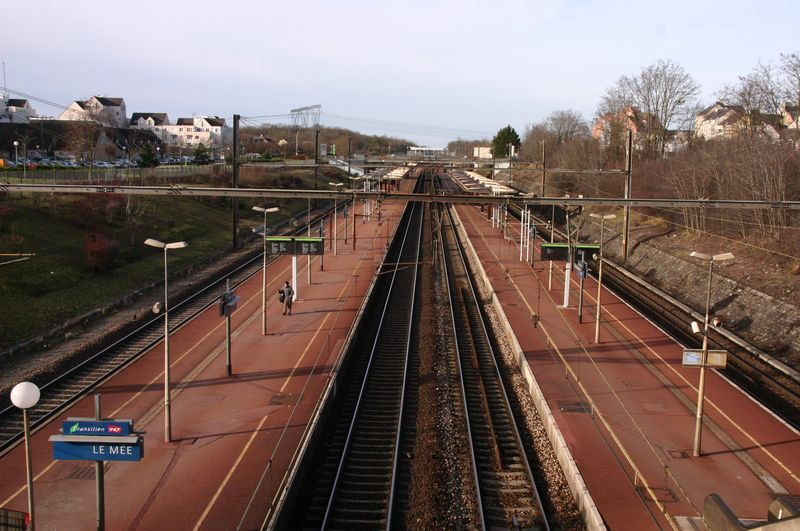
Les quais de la gare.